# Comarca (Brésil)
Pour les articles homonymes, voir Comarque.
Au Brésil, comarca est le terme juridique qui désigne une division territoriale spécifique fixant les limites de la compétence d´un juge de première instance.
Certaines comarcas coïncident avec les limites d'une municipalité, et d'autres outrepassent ces limites, englobant plusieurs petites municipalités secondaires.
Dans ce dernier cas, une de ces municipalités est le siège de la comarca, et les autres seront considérées comme districts, mais seulement pour l'organisation judiciaire. Les comarcas sont classées en entrâncias (« niveaux »), de plus ou moins d'importance. Cette classification est indicative pour la carrière du juge. La comarca d'une capitale est la troisième entrância ou entrância spéciale.
Pour la création et la classification des comarcas, on prend en compte la taille des municipalités, leur nombre d'habitants, la recette des impôts, le nombre d'actions judiciaires…